# Толстой, Андрей Иванович
Граф Андре́й Ива́нович Толсто́й (1721 — 30 июля (11 августа) 1803) — действительный статский советник из рода Толстых. За многочисленное потомство прозван «Большое гнездо». Дед Фёдора Ивановича Толстого и Фёдора Петровича Толстого, прадед Льва Николаевича Толстого и Алексея Константиновича Толстого.

## Жизнь
Родился в семье Ивана Петровича Толстого, старшего сына Петра Андреевича Толстого, сподвижника Петра I. Мать Прасковья Михайловна — внучатая племянница благотворителя Фёдора Михайловича Ртищева. Через семь лет после рождения Андрея его отец и дед подверглись опале и были сосланы на Соловки, где вскоре умерли. При этом Толстых лишили всех чинов и графского титула.
По указу от 11 декабря 1742 года Прасковье Толстой было возвращено село Глумово в Суздальском уезде с окрестной волостью (всего 1500 душ), а в июне 1760 года императрица Елизавета Петровна распорядилась вернуть внукам П. А. Толстого и графский титул. По документам 1756 года за Андреем Толстым числилось 400 душ в Суздальском и Нижегородском уездах.
Андрей Иванович начал службу в армии в 18-летнем возрасте обычным солдатом. Участвовал в войне со шведами. В 1754-1759 гг. состоял в казанском гарнизоне, в 1761-1764 гг. воеводствовал в Свияжске. Принимал участие в работе Уложенной комиссии в качестве представителя суздальского дворянства.
В правление Екатерины II переехал на жительство в Москву, где возглавил городской магистрат. Закончил карьеру вице-президентом московской Дворцовой запасной канцелярии. В отставку вышел с чином действительного статского советника.

## Семья
Андрей Иванович обвенчался 9 июня 1745 года с москвичкой, княжной Александрой Ивановной Щетининой (26.05.1727 — 02.02.1811). Семья Толстых была известна в Москве своим чадолюбием. Из 23 детей зрелого возраста достигли следующие: 

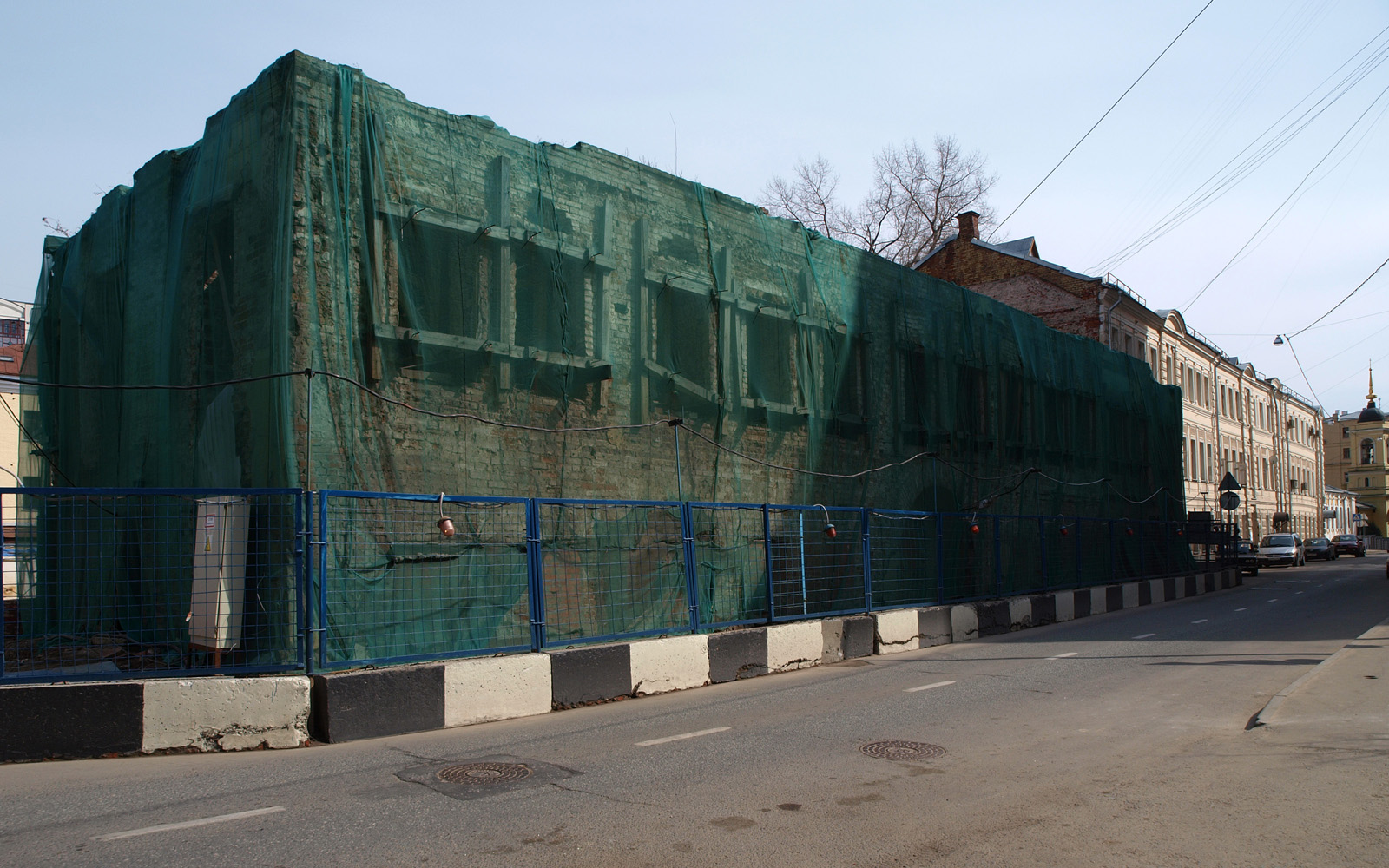
Дом А. И. Толстого в Большом Афанасьевском переулке, 24

- Пётр (1746—1822), генерал-майор, отец Фёдора Петровича Толстого, дед Алексея Константиновича Толстого
- Иван (1747—1818), бригадир, отец Фёдора Ивановича Толстого, дед Анастасии Семёновны Хлюстиной.
- Анна (11.06.1751[8]— ?), крещена 19 июня 1751 года в Андреевском соборе при восприемстве графа Петра Борисовича Шереметева и княгини Прасковьи Ивановны Одоевской; в замужестве Бахметьева.
- Василий (1753—1824), статский советник.
- Илья (1757—1820), тайный советник, дед Льва Николаевича Толстого.
- Фёдор (1758—1849), тайный советник, библиофил, отец Аграфены Фёдоровны Толстой.
- Андрей (1771—1844), полковник, отец генерала Ильи Андреевича Толстого.
- Александра, в 1-м браке Гурьева, во 2-м браке Перфильева.
- Мария (1765—?), жена Алексея Ивановича Арсеньева.
- Елизавета, жена А. Ф. Боборыкина.

Лев Толстой вспоминал следующий рассказ тётушки, иллюстрирующий взаимные чувства прадеда и прабабки:
Жена по какому-то случаю одна без мужа должна была ехать на какой-то бал. Отъехав от дома, вероятно, в возке, из которого вынуто было сиденье для того, чтобы крыша возка не повредила высокой прически, молодая графиня, вероятно, лет 14-ти, вспомнила дорогой, что она уезжая не простилась с мужем, и вернулась домой. Когда она вошла в дом, она застала его в слезах. Он плакал о том, что его жена перед отъездом не зашла к нему проститься.